# 2019年ドイツグランプリ
2019年ドイツグランプリ (2019 German Grand Prix) は、2019年のF1世界選手権第11戦として、2019年7月28日にホッケンハイムリンクで開催された。
正式名称は「Formula 1 Mercedes-Benz Grosser Preis von Deutschland 2019」。

## レース前
タイヤ
本レースでピレリが用意するドライタイヤのコンパウンドは、ハード（白）：C2、ミディアム（黄）：C3、ソフト（赤）：C4の組み合わせ。
サーキット
- ホッケンハイムでのドイツGPの本来の開催契約は前年までであったが、メルセデス・ベンツのサポートにより本年も同地で開催は継続された[3]。2020年以降についてはF1を経営するリバティメディアと交渉中であるが、カレンダーから脱落する可能性が極めて高い[4]（その後、10月4日にカレンダーが承認されたが、ドイツGPは脱落となった[5]）。
- 前年はオーバーテイク促進のためDRSゾーンを3ヶ所に増やしていたが、本年はピットストレートでのDRSゾーンが廃止され、ターン1とターン4の2ヶ所に減らされる[6]。

その他
- メルセデスは、モータースポーツ発祥125周年を祝う特別カラーリングをW10に施す。メルセデスはF1参戦200戦目の節目のレースを迎える[7]。

## エントリーリスト
前戦イギリスGPから変更なし。

## フリー走行
FP1（金曜午前）
第9戦オーストリアGPが行われた6月下旬以来の熱波がサーキットを襲い、セッション開始時点で気温32度、路面温度41度まで上昇する中行われた。開始から18分、ケビン・マグヌッセン(ハース)が「パワーがなくなった」と訴えてターン13で止まり、セッションは8分間中断した。原因はセンサー異常だった。再開後は特に波乱もなくセッションは進み、残り30分を切ってルイス・ハミルトン（メルセデス）がミディアムタイヤでトップタイムを出すが、直後にシャルル・ルクレール（フェラーリ）がソフトタイヤで1分14秒268を出して更新し、さらにチームメイトのセバスチャン・ベッテルが1分14秒013でルクレールを上回り、フェラーリ勢が1-2となった。
FP2（金曜午後）
暑さはさらに厳しくなり、セッション開始時点で気温36度、路面温度50度まで上昇した。不振が続くハースのロマン・グロージャンは、マシンの仕様を開幕戦オーストラリアGPのものに戻し、最新仕様のマグヌッセンとの比較テストを行った。開始から1時間の時点でルクレールが1分13秒449でトップ、ベッテルはルクレールに0.1秒差の2位とフェラーリ勢が上位を占め、メルセデス勢がそれに続いた。終了17分前にピエール・ガスリー（レッドブル）が最終コーナー立ち上がりでクラッシュしてマシンが大破し、セッションは8分間中断された。幸い、ガスリーのパワーユニットは金曜用だったため、交換ペナルティは受けなかった。チームメイトのマックス・フェルスタッペンはソフトタイヤを装着して走行をスタートした際にパワーの低下を訴えてピットに戻り、エンジン設定を変えてコースに復帰した。このタイミングでタイヤ交換を行わなかったため、本来のタイムを出せず5番手に終わっている。セッション終了後、ロバート・クビサ（ウィリアムズ）のマシンに損傷が見つかったため、シャシーを交換した。クラッシュしたガスリーもシャシーの交換を実施した。
FP3（土曜午前）
セッション開始時点で気温25度、路面温度34度と前日に比べれば涼しい状況で行われた。インスタレーションラップ後からフェラーリ勢が1-2を形成し、セッション後半にはルクレールが1分12秒387で自己ベストを更新、その後さらに1分12秒380を出しトップタイムとなった。フェルスタッペンがフェラーリ勢に割って入り2番手タイムをマークした。多数のドライバーに対してトラックリミットが厳しく取られ、自己ベストタイムを抹消されたハミルトンは6番手に終わった。

## 予選
2019年7月27日 15:00 CEST(UTC+2)
ルイス・ハミルトンがポールポジションを獲得した。レッドブルのマックス・フェルスタッペンはQ2でキャリブレーションの問題がFP2に続いて発生したが、Q3でパワーユニット(PU)のセッティングを変更して2番手でフロントローを確保し、ホームグランプリを迎えるメルセデス勢のフロントロー独占を阻止した。チームメイトのピエール・ガスリーは4番手となり、バルテリ・ボッタスとともに2列目を占めた。一方、フリー走行で好調だったフェラーリ勢はセバスチャン・ベッテルがQ1でターボチャージャーのトラブルが発生してタイムを記録できず最下位、シャルル・ルクレールもQ3で燃料系にトラブルが発生してタイムを記録できず10番手に終わった。

### 結果
| 順位                | No. | ドライバー                   | コンストラクター                   | Q1       | Q2       | Q3       | Grid |
| ------------------- | --- | ---------------------------- | ---------------------------------- | -------- | -------- | -------- | ---- |
| 1                   | 44  | ルイス・ハミルトン           | メルセデス                         | 1:12.852 | 1:12.149 | 1:11.767 | 1    |
| 2                   | 33  | マックス・フェルスタッペン   | レッドブル-ホンダ                  | 1:12.593 | 1:12.427 | 1:12.113 | 2    |
| 3                   | 77  | バルテリ・ボッタス           | メルセデス                         | 1:13.075 | 1:12.424 | 1:12.129 | 3    |
| 4                   | 10  | ピエール・ガスリー           | レッドブル-ホンダ                  | 1:12.991 | 1:12.385 | 1:12.522 | 4    |
| 5                   | 7   | キミ・ライコネン             | アルファロメオ-フェラーリ          | 1:13.066 | 1:12.519 | 1:12.538 | 5    |
| 6                   | 8   | ロマン・グロージャン         | ハース-フェラーリ                  | 1:13.146 | 1:12.769 | 1:12.851 | 6    |
| 7                   | 55  | カルロス・サインツ           | マクラーレン-ルノー                | 1:13.221 | 1:12.632 | 1:12.897 | 7    |
| 8                   | 11  | セルジオ・ペレス             | レーシング・ポイント-BWTメルセデス | 1:13.194 | 1:12.776 | 1:13.065 | 8    |
| 9                   | 27  | ニコ・ヒュルケンベルグ       | ルノー                             | 1:13.186 | 1:12.766 | 1:13.126 | 9    |
| 10                  | 16  | シャルル・ルクレール         | フェラーリ                         | 1:12.229 | 1:12.344 | No Time  | 10   |
| 11                  | 99  | アントニオ・ジョヴィナッツィ | アルファロメオ-フェラーリ          | 1:13.170 | 1:12.786 |          | 11   |
| 12                  | 20  | ケビン・マグヌッセン         | ハース-フェラーリ                  | 1:13.103 | 1:12.789 |          | 12   |
| 13                  | 3   | ダニエル・リカルド           | ルノー                             | 1:13.131 | 1:12.799 |          | 13   |
| 14                  | 26  | ダニール・クビアト           | トロ・ロッソ-ホンダ                | 1:13.278 | 1:13.135 |          | 14   |
| 15                  | 18  | ランス・ストロール           | レーシング・ポイント-BWTメルセデス | 1:13.256 | 1:13.450 |          | 15   |
| 16                  | 4   | ランド・ノリス               | マクラーレン-ルノー                | 1:13.333 |          |          | 19 1 |
| 17                  | 23  | アレクサンダー・アルボン     | トロ・ロッソ-ホンダ                | 1:13.461 |          |          | 16   |
| 18                  | 63  | ジョージ・ラッセル           | ウィリアムズ-メルセデス            | 1:14.721 |          |          | 17   |
| 19                  | 88  | ロバート・クビサ             | ウィリアムズ-メルセデス            | 1:14.839 |          |          | 18   |
| 107% time: 1:17.285 |     |                              |                                    |          |          |          |      |
| NC                  | 5   | セバスチャン・ベッテル       | フェラーリ                         | No Time  |          |          | 20 2 |
| ソース:             |     |                              |                                    |          |          |          |      |

追記
- ^1 - ノリスは決勝前に規定を超えるパワーユニット交換（3基目のMGU-K、エナジーストア(ES)、コントロールエレクトロニクス(CE)）を行い、降格グリッド数が15を超えたため、後方グリッドからスタートする[18][19]
- ^2 - ベッテルはQ1でタイムを記録できなかったが[15]、スチュワードの判断により最後尾グリッドで決勝出走が許可された[20]。決勝前に規定を超えるパワーユニット交換（3基目のCE）を行ったが、最後尾グリッドに変更なし[21][19]

## 決勝
2019年7月28日 15:10 CEST(UTC+2)
今シーズン初のウエットレースは大荒れの展開となり、2番手スタートのマックス・フェルスタッペン（レッドブル）が今シーズン2勝目を挙げた。予選でマシントラブルに見舞われ最後尾スタートとなったセバスチャン・ベッテル（フェラーリ）が2位まで追い上げ、ダニール・クビアト(トロ・ロッソ)が3位に入り、トロ・ロッソは2008年イタリアグランプリでベッテルが優勝して以来11年ぶりの表彰台を獲得し、ホンダPUは2015年のF1復帰以来初のダブル表彰台となった。ホームグランプリのメルセデス勢は、ポールポジションのルイス・ハミルトンがコースオフとスピンを喫して入賞圏外の11位まで後退（ただし、レース後にアルファロメオ勢がペナルティを受けたことで入賞圏内の9位に繰り上がり）、バルテリ・ボッタスはアクシデントでリタイアに終わった。シャルル・ルクレール(フェラーリ)もリタイアしている。

### 展開
決勝は今季初めて雨天でのレースとなった。セーフティカー先導によるフォーメーションラップは1周で終わらず、そのままセーフティカーの先導によるエクストラフォーメーションラップが続いた。エクストラフォーメーションラップが3周目を終える時、通常のスタンディングスタートでのレース開始が決定。そのため、67周のレースが3周のエクストラフォーメーションラップ分短縮された64周のレースとなった。
レーススタートでは2番グリッドのフェルスタッペンが順位を落とし4番手に後退。グリッドの関係上、フェルスタッペンの後ろ4番グリッドからスタートしたチームメイトのピエール・ガスリーもそのあおりを受け8番手に下がる展開となった。一方でハミルトンは首位をキープし、その後方にはターン1で飛び出しながらもチームメイトのボッタスが続き、スタートを成功させたキミ・ライコネン（アルファロメオ）が3番手に浮上。最後尾スタートだったベッテルは混乱に乗じて1周目の段階で12番手にまで上がってきた。
2周目、フェルスタッペンがライコネンをパス、3番手に浮上した。そんななか、ターン11でセルジオ・ペレス（レーシング・ポイント）がスピンしてクラッシュ。マシン撤去のため、セーフティカーが導入された。4周目までにはほぼ全車がピットインし、ピットインしたマシンは全て大雨用のウエットタイヤから雨用と晴れ用の中間に位置するタイヤであるインターミディエイトタイヤへ交換した。
5周目にはレースが再開。ハミルトンがペースを上げ、2番手を走行するチームメイトのボッタスとの差を広げていく。7周目、ウエットタイヤのストロールはたまらずピットインしてインターミディエイトに交換、その後マグヌッセンもピットに飛び込んだ。一方、首位ハミルトンはファステストラップを連発しながら後続とのギャップを3秒に広げていく。10周目を迎える頃にはレーシングラインが乾き始めた。ルクレールは最終コーナーのソーセージに乗ってリアが流れるが、マシンを立て直しスピンを回避した。15周目、12番手を走行していたダニエル・リカルド（ルノー）のマシンが長い全開区間で白煙を上げてエンジンブロー。ターン8にマシンを止めた。これで1度目のVSC（バーチャルセーフティカー）が導入され、ルクレールとヒュルケンベルグがピットインし新品のインターミディエイトに交換する。ルクレールは右フロントタイヤの交換に手間取ったが4番手はキープ。ヒュルケンベルグも6番手に留まった。そして、2台のピットアウトと同時にVSCが解除。それもあり、他のマシンはステイアウトする形となった。
18周目、サインツが最終コーナーでワイドになり、ランオフエリアでスピン。なんとかクラッシュは回避したが14番手まで後退してしまった。このあたりで再び雨が降り始め各車ともタイヤ交換のタイミングを掴めずに走りつづけるが、22周目、マグヌッセンがピットインしてドライ用のソフトタイヤに交換。このタイムを見て23周目にはベッテルがピットインしてソフトタイヤに履き替え、ロマン・グロージャン（ハース）の後方11番手まで後退する。
26周目、ボッタスに抑えられていたフェルスタッペンがピットに飛び込み、レースの残り全てを走り切ることを想定した上でドライタイヤの中で中間に位置するミディアムタイヤへ交換する戦略をとる。4番手で復帰したフェルスタッペンだったが、翌周のターン13出口でコース上で一回転するスピンを喫し、ボッタスのアンダーカットに失敗。依然としてメルセデスのワンツー体制が続く、27周目にノリスがパワーを失ってコース脇にクルマを止めたことにより、2度目のVSCが導入された。その時、ピット手前にいたルクレールがピットインしソフトタイヤへ交換して同じ順位で復帰。翌28周目、メルセデス勢がピットイン。ハミルトンはソフトタイヤ、ボッタスはミディアムタイヤに履き替え、両者順位をキープしたままコースに戻る。
ところが、ピットイン完了に合わせるかのようにまた雨が降り始める。VSCは29周目に解除されたが、それとほぼ同時にソフトタイヤに交換したばかりのルクレールが最終コーナーでグリップを失いコースオフしてバリアにクラッシュ、リタイアした。これを受け、2度目のセーフティカーが導入される。セーフティカーの導入が開始された直後、トップを走行していたハミルトンが最終コーナーでコントロールを失いウォールに接触、フロントウイングにダメージを負い、そこから正規のルートを通らずにピットロードへ進入したが、この状況を把握しきれてなかったピットクルーらは混乱。フロントウイング交換およびタイヤ交換で約50秒をロスした。ハミルトンは最終的にインターミディエイトを装着してピットアウトし、5番手で復帰したが、ピット入口のボラード外側から進入したため審議対象となり、結果的に5秒のタイムペナルティを科された。さらにセーフティカー先導中に必要以上にスロー走行したとして審議対象となる。
この間に大半のマシンがピットイン。ドライタイヤ組は再びインターミディエイトへ、インターミディエイト組は新品のものへ交換するという慌ただしい展開となる。この時点でトップに立っていたボッタスもピットが空いたためピットイン。だが、ハミルトンのピットインの影響などにより、先にインターミディエイトに履き替えて2番手を走行していたフェルスタッペンがトップに浮上する。その後、1位フェルスタッペン、2位ヒュルケンベルグ、3位ボッタス、4位アルボン、5位ハミルトンの順で34周目にレースが再開した。
35周目、ハミルトンがアルボンをオーバーテイクして4番手に浮上。ボッタスもヒュルケンベルグを捕らえてポジションを上げる。しかし、この間に首位フェルスタッペンとは8秒以上の差が開いていた。39周目、ライコネンがターン16でコースオフして9番手まで後退。そして、40周目、ヒュルケンベルグが同じ場所でクラッシュを喫し、そのままリタイアとなる。ここで3度目のセーフティカーが導入となる。するとここでフェルスタッペンがピットに入り、新しいインターミディエイトタイヤに交換。トップの位置を守ってコースに復帰する。ペースが落ち始めていたベッテルも同様のタイヤ交換を実施した。この時点で2番手につけていたボッタスと3番手のハミルトンはそのままコースにとどまった。そんななか、45周目、ストロールがピットに飛び込みドライのソフトタイヤに交換する賭けに出る。
46周目にレースがリスタートされるが、急激にドライコンディションに変わり、雨が降らないという情報も確認されたため、クビアトとマグヌッセンがリスタート直後の周でピットに入りソフトタイヤに交換。他の面々も47周目のフェルスタッペンとボッタス、48周目のベッテルとハミルトンを筆頭に大半のマシンがソフトタイヤに交換。その結果、アンダーカットする形となったストロールが暫定トップに浮上。だが、フェルスタッペンがすぐ追いつき、ストロールをオーバーテイクしてトップに復帰。また、クビアトとマグヌッセンは結果的にアンダーカットが大成功し、大幅なポジションアップ。特にクビアトは49週目の段階で3番手となり、その勢いを保ったまま、51周目にストロールをパスし2番手へ浮上する。
その後方ではベッテルがオーバーテイクを繰り返して順位を上げる一方で、ハミルトンはピットインによりタイムペナルティの消化を迫られたうえに、タイヤ交換も若干遅れ12番手まで後退。しかも、53周目にターン1でスピンしてタイヤにフラットスポットを負ったため緊急ピットインを強いられた。その後、56周目にボッタスがハミルトンと同じターン1のクリッピングポイントでマシンを滑らせ、コントロールを失いそのままウォールに激突。ボッタスは今季初リタイアを喫し、4度目のセーフティカーが導入される展開となる。
レース残り5周の60周目にレースが再開されると、ベッテルがサインツをかわして4番手に浮上。ガスリーは接近戦の中でアルボンに追突し、レースを終えた。62周目、ベッテルはそのままの勢いでストロールもオーバーテイクし3位に上がる。63周目、ベッテルがクビアトをオーバーテイクし2番手へ浮上した。だが、フェルスタッペンはベッテルに5秒以上の差を築いており、そのまま先頭でチェッカーフラッグを受け、今季2度目のトップチェッカーを受けた。2位はベッテル、3位はクビアトが守りきり、クビアトにとっては2016年中国グランプリ以来の表彰台であり、トロロッソチームとしては2008年イタリアグランプリ以来の表彰台となった。また、上位3チーム以外のドライバーの表彰台も今季初であった。
以下の順位は、4位ストロール、5位サインツ、6位アルボン、7位ライコネン、8位ジョヴィナッツィ、9位グロージャン、10位マグヌッセンとなった。ところが、アルファロメオ勢がテクニカルレギュレーション違反により、本来の違反に対する罰則としてはストップ・アンド・ゴー・ペナルティの認定だが、レースは既に終了していたため、それに相当する30秒のタイムペナルティ相当との判断が下った。それによる順位変動に伴い、ハース勢の順位が上がり、9位ハミルトン、10位はロバート・クビサ(ウィリアムズ)となった。
そのため、本来11位完走のハミルトンはかろうじてノーポイントの事態は免れ、ウィリアムズは繰り上げではあるが今季初入賞を果たした。アルファロメオがペナルティに対し控訴したため、レース結果は一旦保留となっていたが、9月25日、アルファロメオの控訴申請を却下。これにより、レース結果が確定した。

### 結果
| 順位    | No. | ドライバー                   | コンストラクター                   | 周回数 | タイム/リタイア原因 | Grid | Pts.  |
| ------- | --- | ---------------------------- | ---------------------------------- | ------ | ------------------- | ---- | ----- |
| 1       | 33  | マックス・フェルスタッペン   | レッドブル-ホンダ                  | 64     | 1:44:31.275         | 2    | 26 FL |
| 2       | 5   | セバスチャン・ベッテル       | フェラーリ                         | 64     | +7.333              | 20   | 18    |
| 3       | 26  | ダニール・クビアト           | トロ・ロッソ-ホンダ                | 64     | +8.305              | 14   | 15    |
| 4       | 18  | ランス・ストロール           | レーシング・ポイント-BWTメルセデス | 64     | +8.966              | 15   | 12    |
| 5       | 55  | カルロス・サインツ           | マクラーレン-ルノー                | 64     | +9.583              | 7    | 10    |
| 6       | 23  | アレクサンダー・アルボン     | トロ・ロッソ-ホンダ                | 64     | +10.052             | 16   | 8     |
| 7       | 8   | ロマン・グロージャン         | ハース-フェラーリ                  | 64     | +16.838             | 6    | 6     |
| 8       | 20  | ケビン・マグヌッセン         | ハース-フェラーリ                  | 64     | +18.765             | 12   | 4     |
| 9       | 44  | ルイス・ハミルトン           | メルセデス                         | 64     | +19.667             | 1    | 2     |
| 10      | 88  | ロバート・クビサ             | ウィリアムズ-メルセデス            | 64     | +24.987             | 18   | 1     |
| 11      | 63  | ジョージ・ラッセル           | ウィリアムズ-メルセデス            | 64     | +26.404             | 17   |       |
| 12      | 7   | キミ・ライコネン             | アルファロメオ-フェラーリ          | 64     | +12.214+30 1        | 5    |       |
| 13      | 99  | アントニオ・ジョヴィナッツィ | アルファロメオ-フェラーリ          | 64     | +13.849+30 1        | 11   |       |
| 14†     | 10  | ピエール・ガスリー           | レッドブル-ホンダ                  | 61     | 接触(完走扱い)      | 4    |       |
| Ret     | 77  | バルテリ・ボッタス           | メルセデス                         | 56     | アクシデント        | 3    |       |
| Ret     | 27  | ニコ・ヒュルケンベルグ       | ルノー                             | 39     | アクシデント        | 9    |       |
| Ret     | 16  | シャルル・ルクレール         | フェラーリ                         | 27     | アクシデント        | 10   |       |
| Ret     | 4   | ランド・ノリス               | マクラーレン-ルノー                | 25     | パワーロス          | 19   |       |
| Ret     | 3   | ダニエル・リカルド           | ルノー                             | 13     | 排気系              | 13   |       |
| Ret     | 11  | セルジオ・ペレス             | レーシング・ポイント-BWTメルセデス | 1      | アクシデント        | 8    |       |
| ソース: |     |                              |                                    |        |                     |      |       |

ファステストラップ
- マックス・フェルスタッペン - 1:16.645（61周目）

ラップリーダー
- 1-29=ハミルトン、30-46=フェルスタッペン、47=ハミルトン、48-64=フェルスタッペン

追記
- 路面コンディション不良により、追加のフォーメーションラップを3周行ったため、当初予定の67周から64周に変更された[27]
- ^FL - ファステストラップの1点を含む
- ^1 - アルファロメオ勢はスタンディングスタート時のクラッチの作動方法が違反と見なされ、本来は10秒のストップ&ゴーペナルティが科されるところであるが、レース後に裁定が下されたため、レースタイムに30秒加算された。これによりライコネンは7位から12位、ジョヴィナッツィは8位から13位に降格した[28][29][30]
- † - リタイアだが、90%以上の距離を走行したため規定により完走扱い

## 第11戦終了時点のランキング
|         | 順位 | ドライバー                 | ポイント |
| ------- | ---- | -------------------------- | -------- |
|         | 1    | ルイス・ハミルトン         | 225      |
|         | 2    | バルテリ・ボッタス         | 184      |
|         | 3    | マックス・フェルスタッペン | 162      |
|         | 4    | セバスチャン・ベッテル     | 141      |
|         | 5    | シャルル・ルクレール       | 120      |
| ソース: |      |                            |          |

|         | 順位 | コンストラクター    | ポイント |
| ------- | ---- | ------------------- | -------- |
|         | 1    | メルセデス          | 409      |
|         | 2    | フェラーリ          | 261      |
|         | 3    | レッドブル-ホンダ   | 217      |
|         | 4    | マクラーレン-ルノー | 70       |
| 3       | 5    | トロ・ロッソ-ホンダ | 42       |
| ソース: |      |                     |          |

- 注：ドライバー、コンストラクター共にトップ5のみ表示。